# Adonisea crenilinea
Adonisea crenilinea är en fjärilsart som beskrevs av Smith 1891. Adonisea crenilinea ingår i släktet Adonisea och familjen nattflyn. Inga underarter finns listade i Catalogue of Life.